# Косилово (Опочецкий район)
Косилово — деревня в Опочецком районе Псковской области России. Входит в состав Звонской волости.
Расположена в 16 км к югу от города Опочка, в 1 км к северу от озера Чёрное.
Численность населения по состоянию на 2000 год составляла 26 человек, на 2012 год — 11 человек.